# Zabrcsani
Zabrcsani (macedónul: Забрчани) település Észak-Macedóniában, a Pelagonijai körzet Dolneni járásában.

## Népesség
| Lakosok száma | 229  | 253  | 243  | 189  | 133  | 82   | 85   | 72   | 50   |
|               | 1948 | 1953 | 1961 | 1971 | 1981 | 1991 | 1994 | 2002 | 2021 |

2002-ben 72 lakosa volt, akik mindannyian macedónok.